# Анастасия Левордашка
Анастасия Руменова Левордашка е българска актриса и певица.

## Биография
Анастасия Левордашка е родена на 13 юли 1993 г. от град София. Майка ѝ – Оля Ангелакова е художничка, а баща ѝ – Румен Левордашки е музикант.
През 2016 г. завършва НАТФИЗ „Кръстьо Сарафов“ със специалност „Актьорско майсторство за драматичен театър“ при проф. Снежина Танковска.
През 2017 г. е в трупата на Общинския драматичен театър „Невена Коканова“ в град Дупница.
Известна е с ролите си на филми и сериали, измежду които са Ива в „6 и 1 наум“, Нина в „Привличане“, Ема в „Братя“, Иви в „Чудовища“ и други.
През 2022 г. прави дебютната си песен „Прости ми“, продуциранa от Павел Николов (Павел Венц).

## Филмография
- „6 и 1 наум“ (2017) – Ива
- „Привличане“ (2018) – Нина
- „При щангистите“ (2018)
- „Опърничавите“ (2019)[3]
- „Човекът, който ми взе акъла“ (2019), късометражен филм
- „Ягодова луна“ (2020) – Вили
- „На прага“ (2020)[4]
- „Принуда“ (Coercion) (2021) – Ави
- „Братя“ (2022) – Ема
- „Чудовища“ (2022) – Иви
- The Wedding Veil Unveiled (2022), телевизионен филм

## Личен живот
Има връзка с китариста Йонко Неделчев.